# الأتميت
الأتميت هو مكمل غذائى يستخدم لمحاربة المجاعات في البلدان الفقيرة. وهي من الأطعمة الغذائية الدسمة وهي إثيوبية الأصل، وتستخدم لإطعام من هم يعانون من سوء التغذية والضعف العام من البالغين والأطفال. نشأت كلمة "Atmit" في إثيوبيا، وتشير إلى نوع من العصيدة الخفيفة والمغذية. وتحتوى تلك العصيدة بشكل أساسي على أكثر من عشرين نوع مختلف من الحبوب والوصفات المتعددة على نطاق واسع.
يتم صنع حساء الأتمييت من الشوفان الملفوف، والحليب المجفف، وبودرة السكر وبعض من الفيتامينات والمعادن. وتكون سهلة الهضم وذو قيمة غذائية عالية تتضمن البروتين والسعرات الحرارية. وحيث أن الأشخاص الذين يعانون من سوء التغذية الحاد لا يمكنهم تناول الطعام الصلب، فهذة العصيدة (أتميت) هي الطريقة المثلي للحصول على المواد الغذائية الأساسية.
قامت مارتا جبر- تساديك  أول امرأة عضوة بمجلس الشيوخ الأثيوبى والمؤسس المشارك لمشروع«ميرسي» المتحد، وهي  منظمة اغاثة مسيحية بتكييف الوصفة ليتم إنتاجها في الولايات المتحدة الأمريكية وتشحن بعد ذلك إلى إثيوبيا  ودول أخرى بأفريقيا. وقد قام مشروع ميرسي بارسال 930 طن من عصيدة الأتمت خلال عامي 1985 و1986 حيث استخدمها عمال الإغاثة في «ورلد فيجن» لإعداد ملايين من الوجبات التي وزعت على الناس التي أصابها الضعف بسبب المجاعة.
وقد صاغت المنظمات الخيرية ومنظمات الإغاثة وصفات مختلفة من هذة العصيدة.وقامت كنيسة يسوع المسيح لقديسي الأيام الأخيرة بصياغة عصيدة جديدة والتي تم ارسالها إلى النيجرعام2005 وتتكون من:
·       50% دقيق الشوفان.
·       25% حليب خالى الدسم.
·       20% سكر مطحون.
·       5% فيتامينات و معادن.
وتم تطوير هذه الوصفة في عام 2009 لتحتوي علي 51% من دقيق الشوفان، و23% من الحليب المجفف خالي الدسم، و25% من السكر، والنسبة المتبقية تتكون من مجموعة مطورة من المركبات الغذائية المصممة لتحسين فترة صلاحية الفيتامين والحد من تدهوره. وفي نفس العام، أرسلت كنيسة يسوع المسيح لقديسي الأيام الأخيرة 1،4 مليون رطل من العصيدة الجديدة المصاغة إلى إثيوبيا.
ولقد تم في الأونة الأخيرة توزيع العصيدة في السودان ،أوغندا ،جنوب إفريقيا ،هايتي ،غزة ،بنغلاديش ،إندونيسيا ،سرى لانكا ،باكستان و النيجر.